# Kari Kriikku

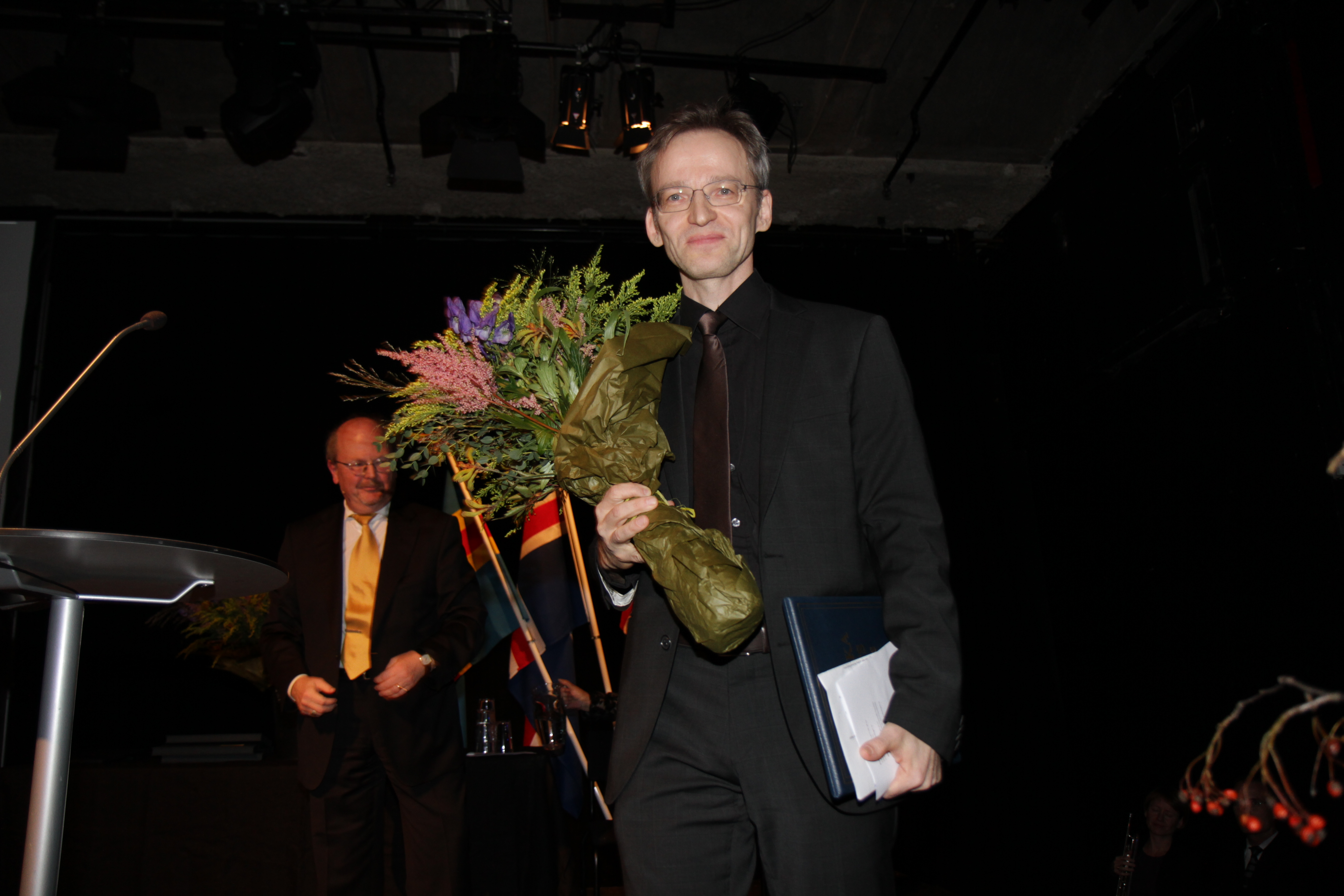
Kari Kriikku

Kari Antero Kriikku, född 29 april 1960 i Ylistaro, är en finländsk klarinettist.
Kriikku studerade vid Sibelius-Akademin för Sven Lavela och Kullervo Kojo (diplom 1983) och därefter för bland andra Alan Hacker. Han var 1994–1999 ledare för Crusellveckan i Nystad och från 1998 konstnärlig ledare för orkestern Avanti!
Kriikku har uppmärksammats för sina tolkningar av Webers och Mozarts klarinettkonserter, men särskilt för framföranden av kompositioner som skrivits speciellt för honom: konsertanta verk av bland andra Magnus Lindberg, Jukka Tiensuu och Kimmo Hakola. År 2009 erhöll han Nordiska rådets musikpris och 2011 – Pro Finlandia-medaljen.